# Мерксплас
Мерксплас (на нидерландски: Merksplas) е селище в Северна Белгия, окръг Тьорнхаут на провинция Антверпен. Намира се на 5 km северозападно от град Тьорнхаут. Населението му е около 8170 души (2006).